# Samuel Baker
Samuel White Baker (ur. 8 czerwca 1821 w Londynie, zm. 30 grudnia 1893) – brytyjski podróżnik i odkrywca. W 1860 przybył do Afryki w celu odnalezienia źródeł Nilu. Celu nie udało mu się osiągnąć, ale jako pierwszy Europejczyk dotarł do jeziora Alberta. Za to odkrycie otrzymał tytuł szlachecki i został mianowany gubernatorem Ekwatorii.
Napisał między innymi The Rifle and the Hound in Ceylon, Eight Years’ Wanderings in Ceylon, The Albert N’yanza, Great Basin of the Nile, and Explorations of the Nile Sources, The Nile Tributaries of Abyssinia, Cast up by the Sea i Wild Beasts and their Ways.